# Javier Moisés Hernández
Javier Moisés Hernández Posada  (sinh ngày 23 tháng 4 năm 1985 ở Usulután, El Salvador) là một tiền đạo bóng đá người El Salvador.

## Sự nghiệp quốc tế
Hernández thi đấu cho U-20 El Salvador tại vòng loại iải vô địch bóng đá U-20 Bắc, Trung Mỹ và Caribe 2005 vào tháng 10 năm 2004.